# Ônibus panorâmico

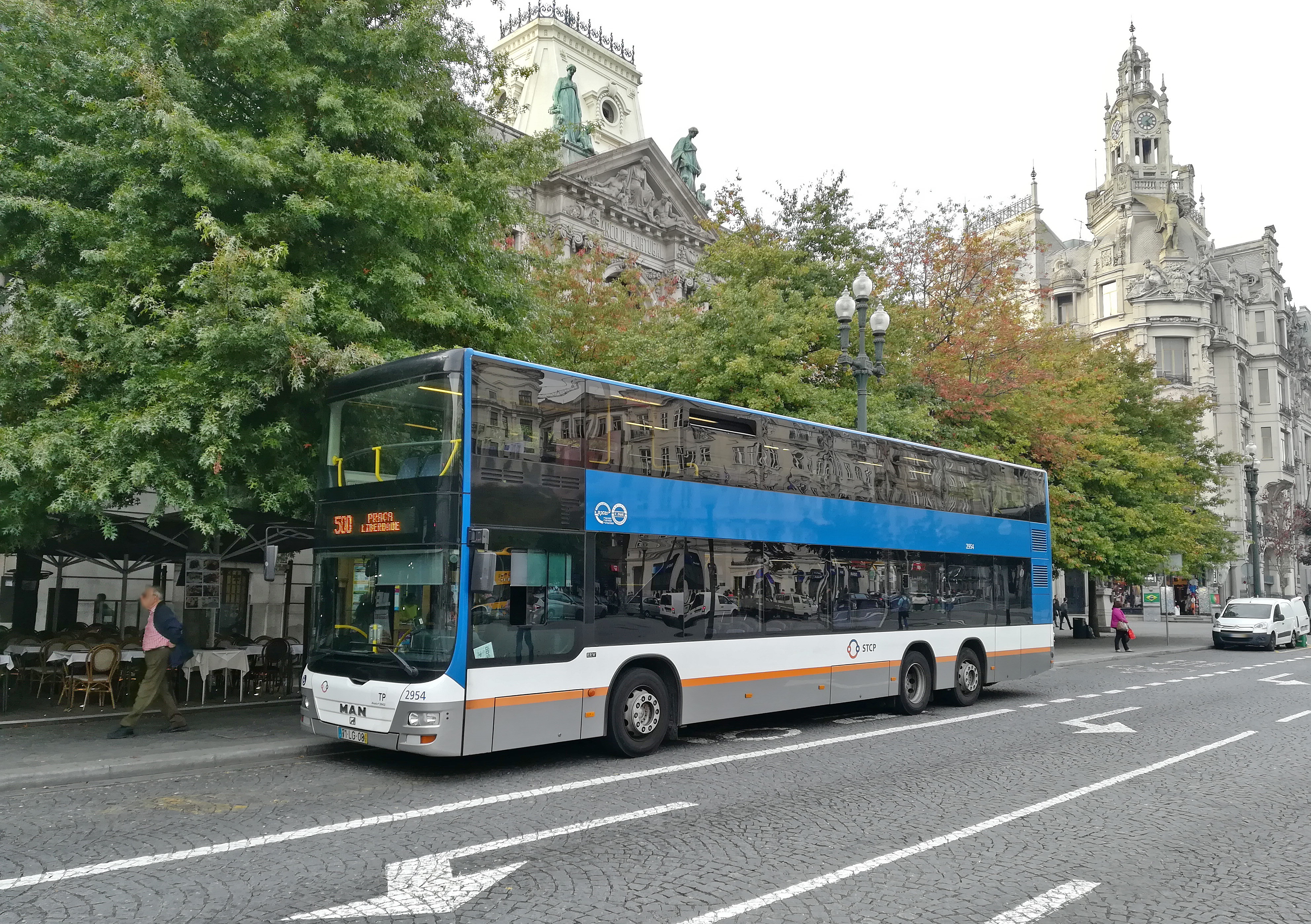
Autocarro/ônibus panorâmico no Porto, Portugal.

Um ônibus panorâmico(pt-BR) ou autocarro panorâmico(pt-PT?) é um ônibus/autocarro que possui dois andares (double-decker) ou salão de passageiros elevado, com o posto do motorista rebaixado, os Low-Driver. Os ônibus panorâmicos são mais populares em cidades europeias e em algumas partes da Ásia, geralmente em colônias britânicas. Muitas cidades ao redor do mundo também têm ônibus panorâmicos para uso rodoviário, como algumas no Brasil, na Argentina, e no Chile.
Existem dois tipos de ônibus panorâmico. Um em que o teto do andar superior é fechado, pouco utilizado em viagem turísticas mas bastante utilizado em viagens comerciais regulares. Há outro em que o teto do andar superior é aberto, e esse sim, muito popular em serviços de agências de turismo. Alguns desses vêm com uma lona para ser fechada em caso de chuva ou ventos fortes.

## Uso por região e país

### América do Sul
Os ônibus de dois andares são muito utilizados em viagens de longa distancia no Chile, Peru, Equador, Venezuela e, principalmente na Argentina, onde muitos dos ônibus de longa distância são deste tipo. Na Bolívia são utilizados para fazer turismo pela capital La Paz.
No Brasil ônibus de dois andares são usados para turismo em Cabo Frio, Curitiba e em Brasília, bem como para os visitantes das Cataratas do Iguaçu no Parque Nacional do Iguaçu. Também são utilizados em serviços de longa distância, particularmente nas linhas de ônibus que tem a opção de cama ou oferecem serviços diferenciados (convencional/executivo no andar de cima e leito na parte de baixo).
- Ônibus de turismo no Parque Nacional do Iguaçu, Brasil.

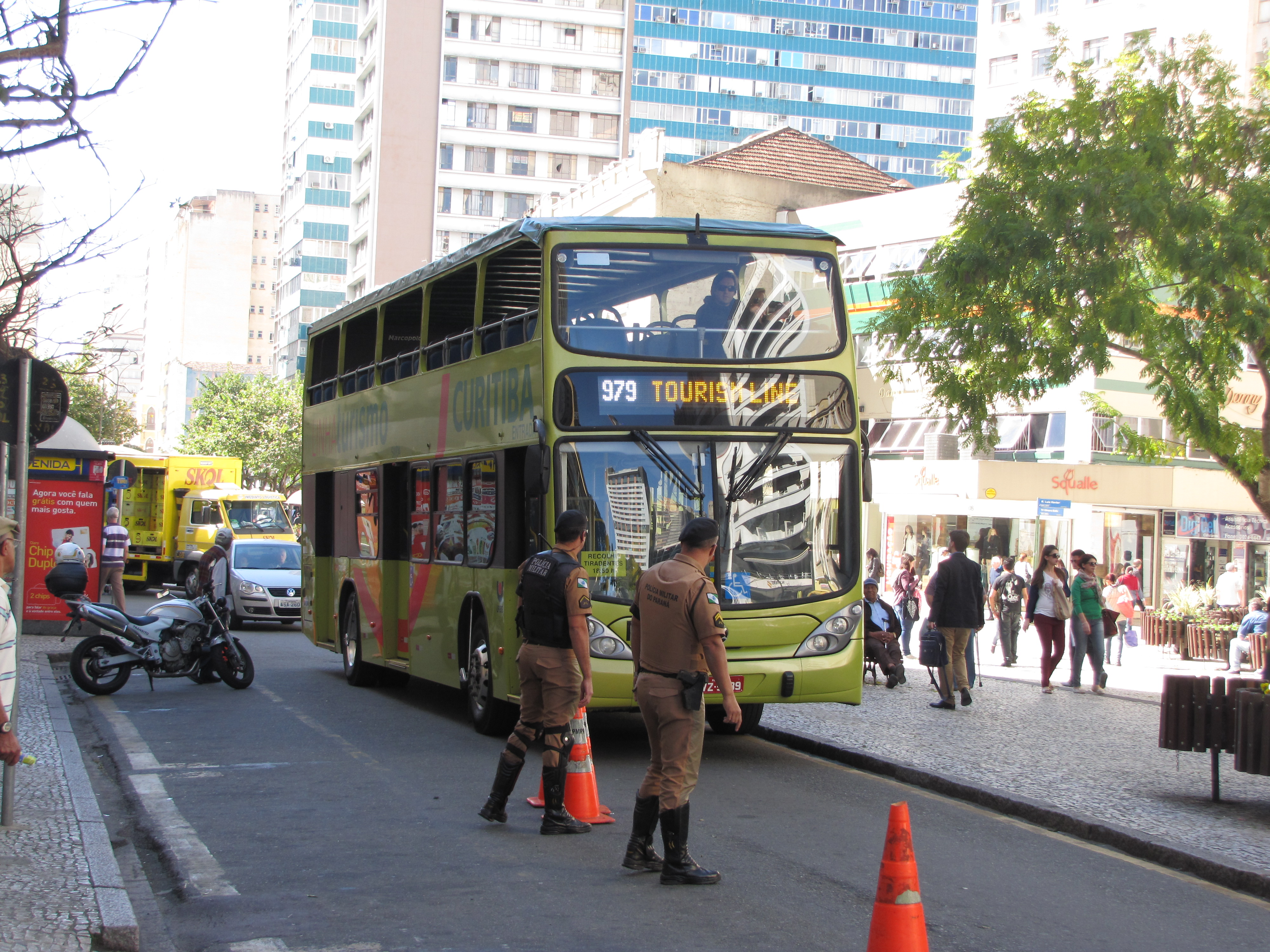
Ônibus panorâmico da Linha do Turismo em Curitiba.
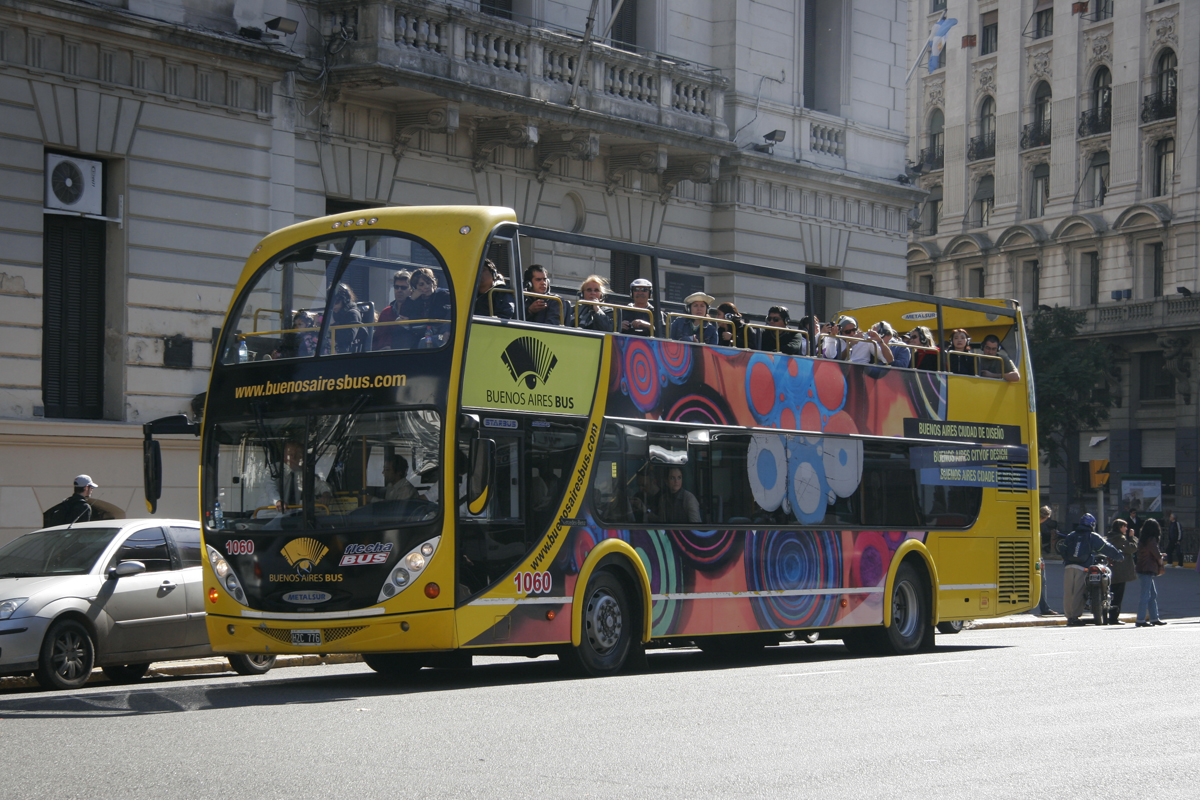
Ônibus de turismo em Buenos Aires.

### Europa
Em Portugal os autocarros de dois andares são utilizados nomeadamente com fins turísticos nas grandes cidades do país, embora a Sociedade de Transportes Colectivos do Porto ainda tenha modelos assim a serem utilizados como transporte público naquela cidade.

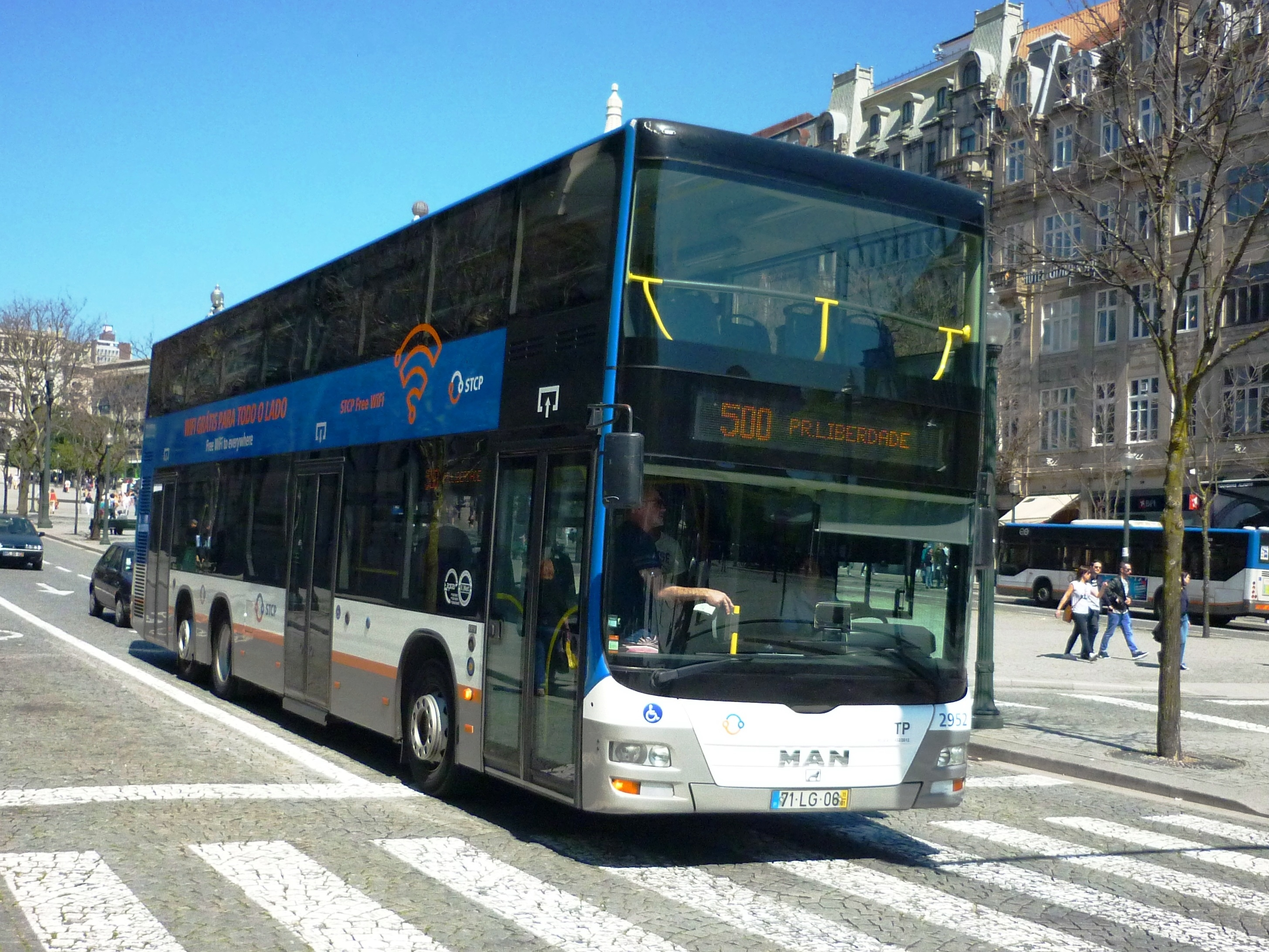
Panorâmico urbano na cidade do Porto.
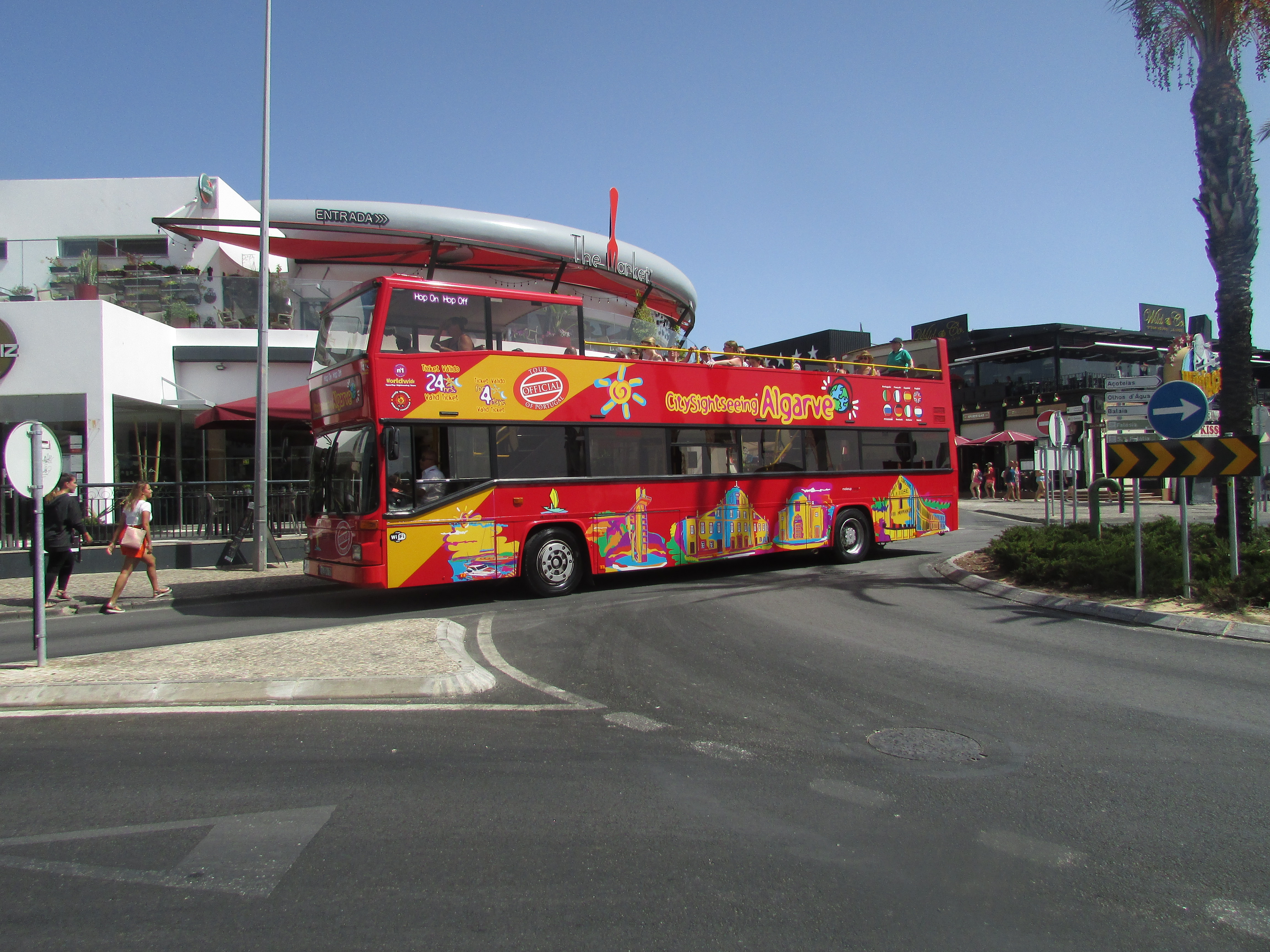
Autocarro turístico em Albufeira.
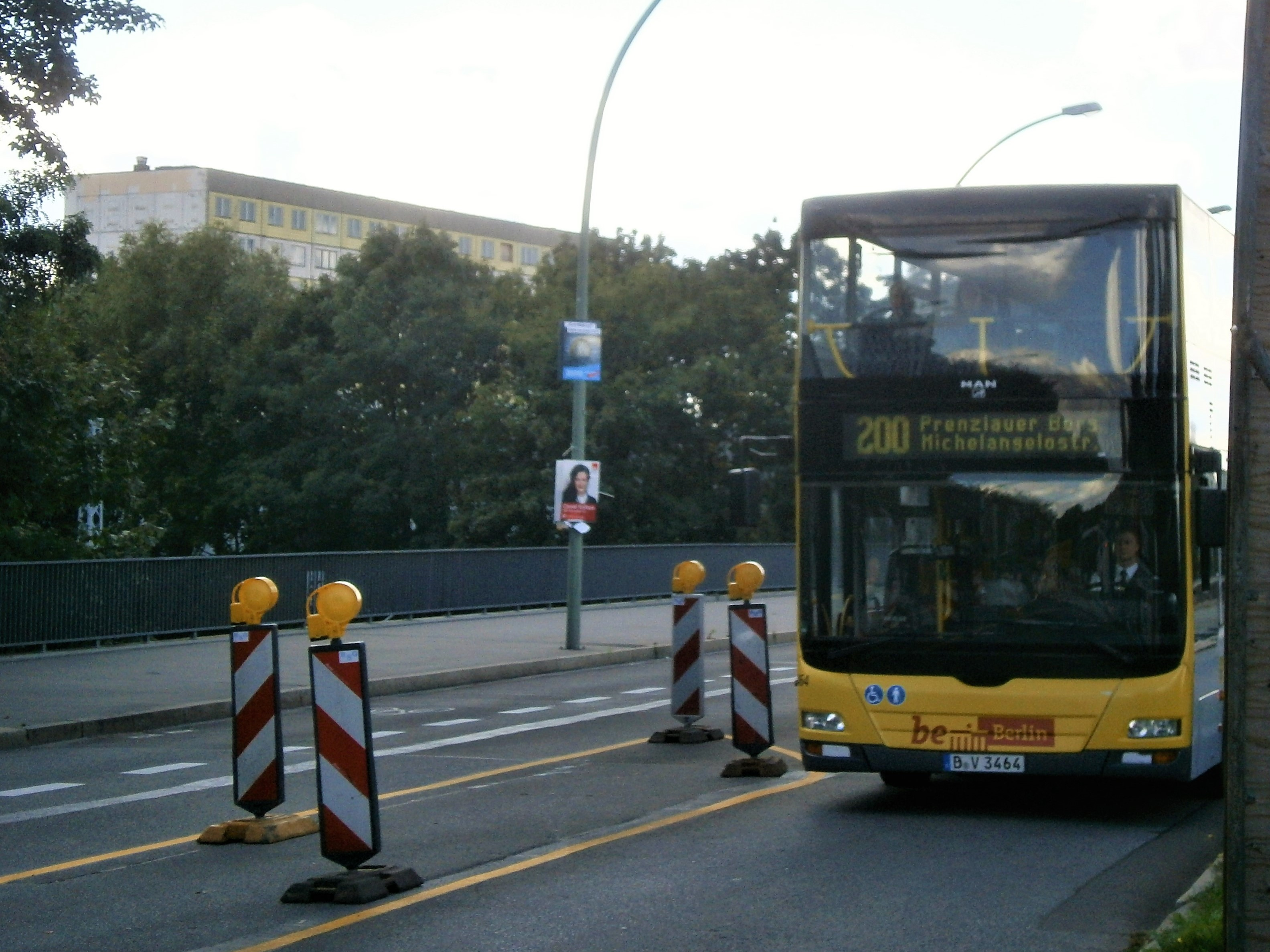
Panorâmico urbano em Berlim.